# Mercado San Camilo
El Mercado San Camilo se encuentra en Arequipa, en el centro histórico de Arequipa (Perú), entre las calles San Camilo, Perú, Piérola y Alto de la Luna. El edificio fue inaugurado el 1938.
Fue declarado Patrimonio Histórico Monumental en el año de 1987.